# Dylan (musikalbum 1973)
Dylan är ett musikalbum med Bob Dylan, utgivet 1973 på Columbia Records.
Albumet ses ofta som det kanske allra svagaste av Bob Dylans många album. Det sattes ihop av överblivna låtar från inspelningarna av New Morning och Self Portrait och gavs ut av Columbia mot Dylans vilja, efter att han bytt skivbolag till Asylum Records.
Trots mycket dålig kritik nådde albumet en 17:e plats på den amerikanska albumlistan. I Storbritannien gick det inte upp på listan alls. Det är det enda av Dylans album, bortsett från samlingsalbum, som inte getts ut på cd i USA. Det är samtidigt det första Bob Dylan-album med enbart covers, även om många tror att spåret "Sarah Jane" är skriven av Dylan då låten börjar med raderna "I've got a wife and five little children / I'm gonna take a trip on the big McMillan / With Sarah Jane" (Dylans fru hette Sara och de hade fem barn tillsammans).

## Låtlista
Alla låtar är traditionella, arrangerade av Bob Dylan om inget annat anges.
1. "Lily of the West" (Eileen Davies, John W. Peterson) - 3:44
2. "Can't Help Falling in Love" (George Weiss, Hugo Peretti, Luigi Creatore) - 4:17
3. "Sarah Jane" - 2:43
4. "The Ballad of Ira Hayes" (Peter La Farge) - 5:08
5. "Mr. Bojangles" (Jerry Jeff Walker) - 5:31
6. "Mary Ann" - 2:40
7. "Big Yellow Taxi" (Joni Mitchell) - 2:12
8. "A Fool Such as I" (Billy Abner) - 2:41
9. "Spanish Is the Loving Tongue" - 4:13